# Conversación en La Catedral

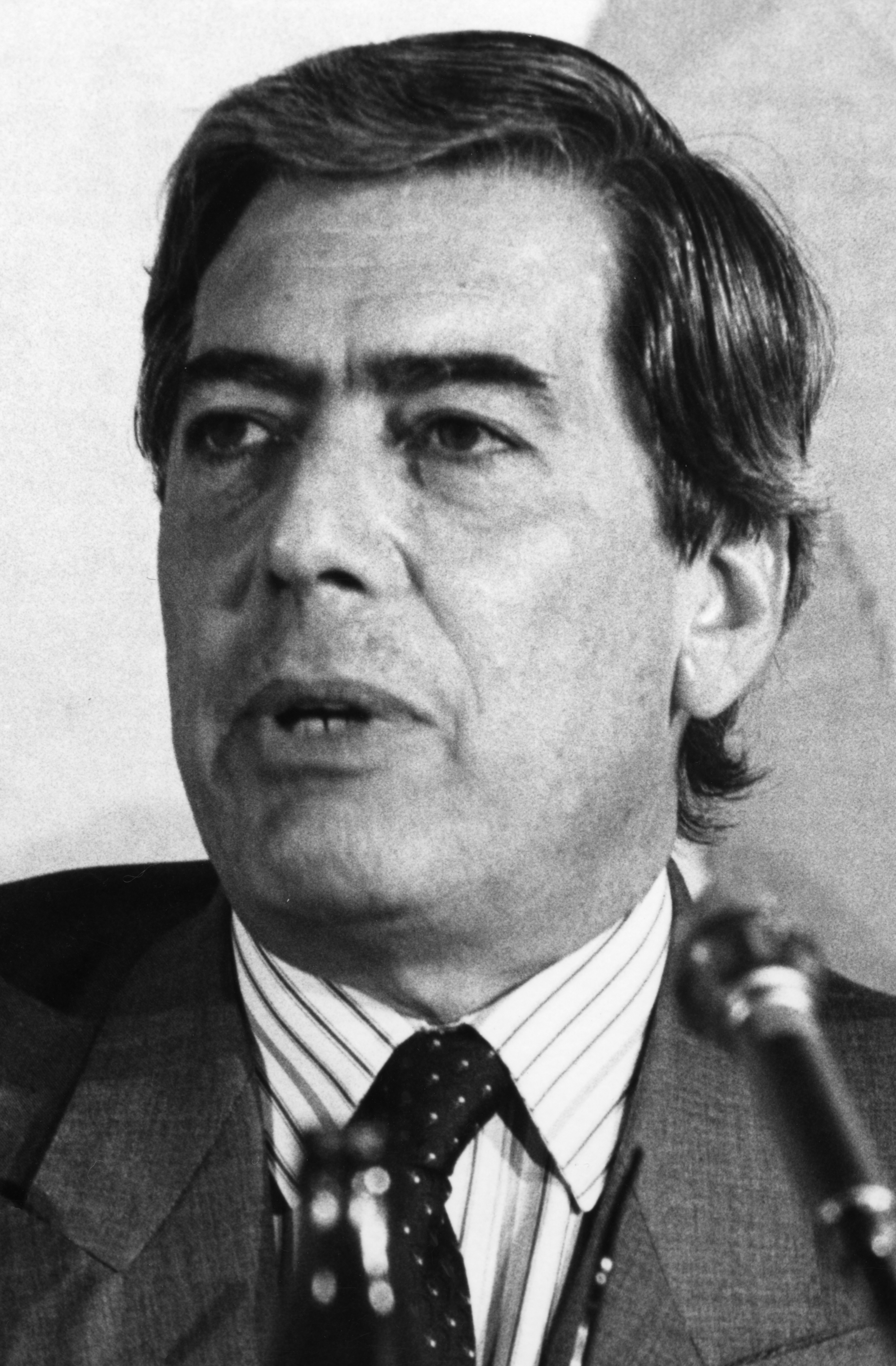
El autor de la obra, Mario Vargas Llosa

Conversación en La Catedral es la tercera novela del autor peruano Mario Vargas Llosa, publicada en 1969 y reconocida como una de sus grandes obras junto a La ciudad y los perros, La casa verde, La guerra del fin del mundo y La fiesta del Chivo. Escrita entre París, Lima, Washington, Londres y finalmente Puerto Rico, la novela en un comienzo fue pensada para publicarse en dos partes por la extensión de sus páginas, hecho que solo ocurrió en la primera edición. Según Vargas Llosa, ninguna otra novela le ha dado más trabajo, entre revisiones y reescrituras. Asegura que «si tuviera que salvar del fuego una sola de las que he escrito, salvaría esta». Fue incluida en la lista de las 100 mejores novelas en español del siglo XX del periódico español El Mundo.

## La pregunta clave de la novela

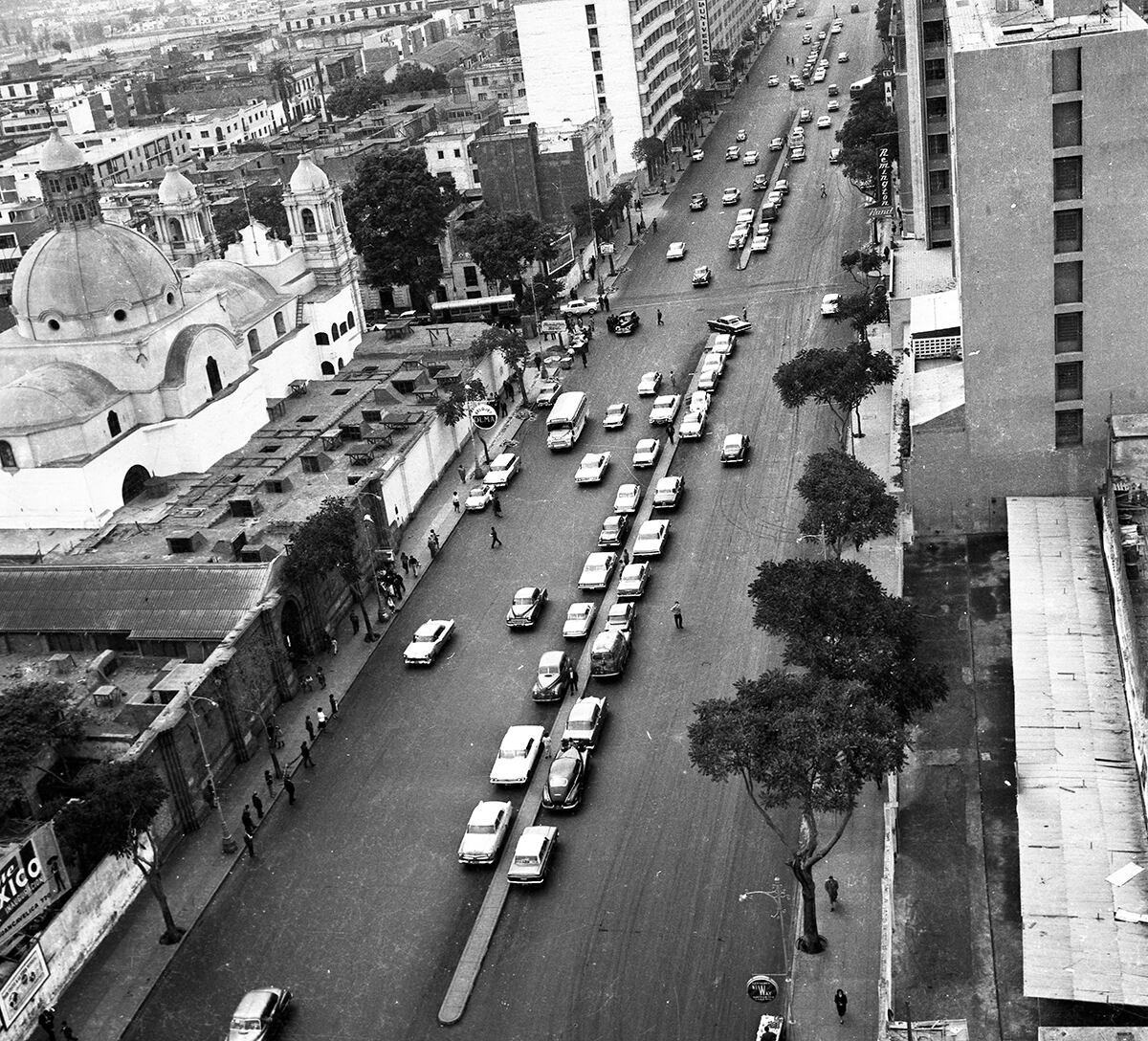
Mientras el protagonista observa la descolorida Avenida Tacna en el centro de Lima, se hace la muy conocida pregunta: "¿En qué momento se había jodido el Perú?". Fotografía de la avenida en 1964.

El principio de Conversación en La Catedral es considerado uno de los mejores inicios de una novela. Santiago Zavala, el protagonista, abre la novela planteándose de saque una pregunta: ¿en qué momento se había jodido el Perú?

Desde la puerta de La Crónica Santiago mira la avenida Tacna, sin amor: automóviles, edificios desiguales y descoloridos, esqueletos de avisos luminosos flotando en la neblina, el mediodía gris. ¿En qué momento se había jodido el Perú? Los canillitas merodean entre los vehículos detenidos por el semáforo de Wilson voceando los diarios de la tarde y él echa a andar, despacio, hacia la Colmena. Las manos en los bolsillos, cabizbajo, va escoltado por transeúntes que avanzan, también, hacia la Plaza San Martín. El era como el Perú, Zavalita, se había jodido en algún momento. Piensa: ¿en cuál? Frente al Hotel Crillón un perro viene a lamerle los pies: no vayas a estar rabioso, fuera de aquí. El Perú jodido, piensa, Carlitos jodido, todos jodidos. Piensa: no hay solución. Ve una larga cola en el paradero de los colectivos a Miraflores, cruza la Plaza y ahí está Norwin, hola hermano, en una mesa del Bar Zela, siéntate Zavalita, manoseando un chilcano y haciéndose lustrar los zapatos, le invitaba un trago. No parece borracho todavía y Santiago se sienta, indica al lustrabotas que también le lustre los zapatos a él. Listo jefe, ahoritita jefe, se los dejaría como espejos, jefe.

La interrogante nace del desconcierto y el pesimismo del protagonista (Santiago, alter ego del escritor), incapaz de comprender la realidad peruana en su conjunto, a la cual juzga con criterios esencialmente morales. Tiempo después, tratando de buscar una respuesta a su misma pregunta, el autor dirá que no hubo ningún momento específico en que se haya “jodido” el Perú, sino que han sido en realidad varios momentos a lo largo de su historia.

## Argumento
La novela es un retrato crudo de la corrupción moral y la represión política que vive el Perú bajo la dictadura del general Manuel A. Odría. El cerebro de esa represión es Cayo Bermúdez o Cayo Mierda. 
El protagonista, Santiago Zavala o Zavalita, es un joven de familia pudiente, que estudia en la Universidad de San Marcos, entonces uno de los núcleos de la oposición estudiantil que enfrentaba a la dictadura. Su padre, don Fermín Zavala, apodado Bola de Oro, es un próspero empresario que hace negocios muy rentables beneficiándose de la corrupción gubernamental. Zavalita se relaciona con los estudiantes comunistas e incluso es llevado a la comisaría, ante el escándalo de su familia; luego trabaja como periodista y se suma a la bohemia de sus compañeros de trabajo. Llega incluso a casarse. Pero hay algo que en su interior lo atormenta. 
Ese secreto que guarda la novela es la homosexualidad del padre de Zavalita, que sostiene encuentros sexuales con su chofer, el zambo Ambrosio. Hortensia (La Musa), una vividora ya en decadencia, se entera de ello y chantajea a Fermín. Ambrosio entonces mata a Hortensia, consternado al ver a su patrón en tal trance, aunque queda en el misterio si lo hace por propia cuenta o por orden de Fermín. Santiago sospecha todo ello; trata de no creer que su padre sea un asesino, un tormento que revivirá al encontrarse, años después, con el zambo Ambrosio en la perrera municipal, y con quien entabla el diálogo en el bar La Catedral, con el que principia la novela y que le da su título.
Este recurso narrativo de convertir una cuestionable conducta sexual en el eje del suspenso se da también en La Fiesta del Chivo, donde el secreto del dictador dominicano es su repentina impotencia sexual al momento de tratar de violar a la niña Urania.

## Resumen
La novela se inicia con la conversación entre dos personajes dispares que se reencuentran tras muchos años sin verse, a mediados de la década de 1960:
- Santiago Zavala, un periodista de unos 30 años, proveniente de una familia de clase media alta, pero alejado de ella desde hace tiempo.
- Ambrosio, un negro viejo que se dedica a matar perros en la perrera municipal, y que anteriormente había sido chofer de don Fermín, el padre de Santiago, entonces un importante hombre de la dictadura del general Manuel A. Odría (1948-1956).

El lugar donde se realiza la conversación es un desaparecido bar de pobres, el que se ubicaba en una esquina de la segunda cuadra de la Avenida Alfonso Ugarte, en la zona del llamado Puente del Ejército sobre el río Rímac, local conocido como "La Catedral" en alusión a la gran altura de su techo y, sobre todo, a la forma de portón de iglesia que tenía su entrada. El diálogo, que dura cuatro horas, sirve como hilo conductor para cuatro historias estilísticamente independientes. Entre cerveza y cerveza, los dialogantes van atando cabos y llenando vacíos que nos remiten al Perú del tiempo de la dictadura del general Manuel A. Odría (1948-1956), época de represión política y corrupción que afecta a todos los estratos sociales. Así, los planos se intercalan y los personajes del pasado cobran actualidad y conviven en la narración del presente entre el viejo Ambrosio y el joven Zavala.

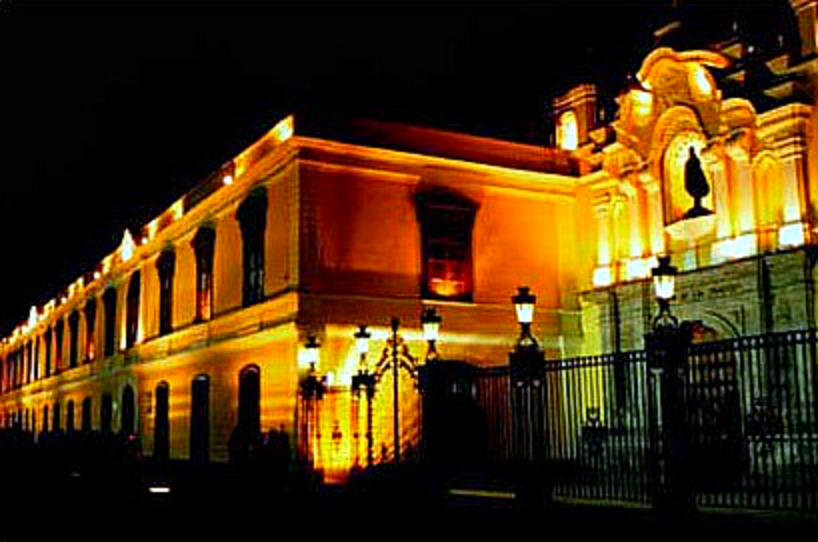
Santiago Zavala, el protagonista, entra a estudiar a la cuatricentenaria Universidad de San Marcos en contra de los deseos de su familia. En la imagen, la Casona de San Marcos, donde Santiago estudia.

Cuatro son los personajes sobre los que se sostiene la novela: Santiago Zavala, don Fermín Zavala, el zambo Ambrosio y Cayo Bermúdez. Cada uno de los cuales se vinculan a su vez con una legión de personajes de distintos estratos, ocupaciones, caracteres e importancia.
Santiago Zavala o Zavalita es un muchacho de buena familia, hijo de don Fermín Zavala, un empresario colaboracionista de la dictadura de Odría. Zavalita se empeña en estudiar en la Universidad de San Marcos contra la opinión de su padre. En dicha universidad se enrola en el grupo activista de izquierda llamado Cahuide, opositor al gobierno de Odría, comprobando en carne propia la persecución y represalias que sufren los opositores al gobierno.
Por otro lado Ambrosio, un zambo de la ciudad de Chincha, sufre un cambio de vida al pasar de su tranquilo pueblo a la ciudad capital, Lima, donde trata de ganarse la vida como puede, logrando finalmente que un viejo conocido de sus años de infancia, el director de gobierno Cayo Bermúdez (mano derecha del ministro de gobierno y policía), le convierta en su chofer.
Cayo Bermúdez es justamente otro de los protagonistas de la novela, que desempeña un papel desalmado defendiendo los intereses del general Odría: persigue, apresa y tortura a los opositores (mayormente apristas), no escatimando en usar todo tipo de métodos reñidos con la moral para conseguir acallar a la oposición. Se consigue una amante de lujo, Hortensia, una ex cabaretera apodada “La Musa”, a la cual colma de todas las comodidades, pero a la que termina por abandonar tras ser separado del poder. 
Mientras tanto, Santiago rompe toda relación con su familia y se pone a trabajar como periodista en el diario La Crónica, ya desaparecido. De otro lado, Ambrosio se convierte en chofer de don Fermín, con el que mantiene una relación homosexual esporádica y secreta. Hortensia se entera de esa relación y la utiliza para chantajear a don Fermín. Ambrosio, apenado al ver a su patrón en tal trance, mata a Hortensia, tras lo cual huye a Pucallpa junto con Amalia, su pareja.
Es esa la terrible verdad sobre la vida íntima de su padre de la que Santiago se va enterando de a pocos y que lo atormenta durante años. Tiene la dolorosa sospecha de que su padre ha ordenado la muerte de Hortensia y siente la necesidad de desentrañar la verdad. Ello explica su interés en hablar con Ambrosio tras ese reencuentro en la perrera, con el que se inicia la novela. Ello explica también la reticencia de Ambrosio a esclarecer el asunto, llegando incluso a pelearse con Santiago a la salida del bar La Catedral, cuando éste le insiste en preguntarle si había cometido «lo de La Musa» por orden de su padre. Sin embargo, por el diálogo que sostienen ambos, expuesto a lo largo de la obra, se desprende que Ambrosio cometió el crimen por propia voluntad, sin mediar orden alguna. O al menos eso es lo que quiere hacernos creer.

## Contexto
La trama transcurre durante la época del gobierno del general Odría (1948-1956) y se prolonga por unos años luego de la caída de dicho régimen. Odría aparece constantemente mencionado en la novela, aunque solo dando el fondo histórico al relato, pues no es partícipe de la trama central. No es propiamente una novela histórica, sino una ficción literaria creada a partir de un sustento histórico. Aparecen varios personajes del entorno de Odría, a los que se puede identificar fácilmente con personajes históricos, aunque tengan el nombre cambiado: así, Cayo Bermúdez es equiparable a Alejandro Esparza Zañartu, y el coronel Espina al general Zenón Noriega. Vargas Llosa recrea también situaciones reales, como los dispendios de Bermúdez/Esparza, la oposición política, las represiones a los estudiantes y a grupos políticos considerados subversivos, las disputas y conspiraciones por el poder, la gigantesca corrupción pública. La escena de los matones al servicio del gobierno que irrumpen en un mitin celebrado por la oposición en el teatro de Arequipa y que origina la respuesta furibunda del pueblo, es también la recreación de un episodio histórico, el mismo que origina la revolución de Arequipa de 1955 y la caída de Bermúdez/Esparza.

## Personajes principales

### Santiago Zavala (Zavalita)
Es el protagonista de la novela. Es hijo de don Fermín Zavala, prominente miembro de la plutocracia que apoya al régimen del general Manuel A. Odría (1948-1956). Culminados sus estudios escolares en el colegio Santa María Marianistas, sus padres desean que postule a la Universidad Católica del Perú, a donde van los muchachos de la alta sociedad, pero él opta por la Universidad de San Marcos, donde se convierte en militante de Cahuide, grupo comunista que se opone a la dictadura de Manuel Odría y que es reprimido duramente. El jefe de esa represión es Cayo Bermúdez, Director de Gobierno, ante quien Santiago comparece tras ser detenido, prisión que es breve pues prontamente es puesto en libertad por ser el hijo de un hombre importante. Vargas Llosa se inspira en su propia experiencia de sus primeros años en San Marcos y su militancia en el grupo Cahuide, que, efectivamente, existió con ese nombre. Luego de perder el apoyo de su padre, avergonzado de sus simpatías subversivas, rompe con su familia, deja sus estudios, se muda a una habitación en Barranco (pequeño distrito costero de Lima) y acaba como redactor de notas locales en el diario La Crónica, célebre por su crónica roja. Por entonces finaliza el régimen de Odría, cuyo colapso había empezado con la revolución de Arequipa de 1955, que es también recreada en la obra. Algunos años después, Santiago se ocupa temporalmente de la sección policial del diario y llega a cubrir el hallazgo del cadáver de una mujer brutalmente asesinada, que resulta ser de Hortensia, la amante de Cayo, suceso que le trae a la memoria subrepticios recuerdos que involucran a su padre, de quien sospecha que es el autor intelectual de ese crimen. Luego de llevar una vida muy bohemia al lado de sus amigos periodistas Carlitos, Norwin, Milton y otros más, Santiago se casa con una enfermera llamada Ana, a la que conoce en la clínica "Maison de Sante" donde es internado tras sufrir un accidente automovilístico. Con ella se muda a un departamento modesto en Miraflores. Todo ello lo sustenta a duras penas con su sueldo de periodista. Termina siendo editorialista de La Crónica. Santiago elige así un modo de vida del que su encopetada familia siente vergüenza, pero él no se arrepiente. Conforme se desarrolla la novela se percibe el pesimismo del protagonista sobre el Perú de su tiempo, a la vez que va cayendo en la mediocridad; es en esos momentos que cobra especial relevancia la pregunta que él mismo plantea al inicio: "¿En qué momento se había jodido el Perú?". Es también en esa época, a mediados de los años 1960, que se reencuentra con el zambo Ambrosio, un antiguo chofer de su padre que ahora trabaja en la perrera municipal matando a perros callejeros. El diálogo que tiene con Ambrosio en el bar “La Catedral”, donde rememora la vida de los años 1940 y 1950, es lo que conforma el cuerpo de la novela.

### Ambrosio
Es un zambo natural de Chincha, hijo de Trifulcio y la Tomasa, y que se dedica al oficio de chofer de una empresa de transporte de su tierra. Luego viaja a Lima y llega a ser sucesivamente chofer particular de Cayo Bermúdez y de Fermín Zavala. Es el hombre que, ya viejo, habla con Santiago bebiendo cerveza y compartiendo una mesa del bar La Catedral a lo largo de toda la novela. Fue amigo de niñez de Cayo Bermúdez, por lo que pudo conseguir empleo como chofer suyo. Luego pasa a ser chofer de Fermín Zavala, con quien tiene una relación homosexual esporádica. Pese a todo, llega a estimar a Fermín, pues según él, era la única persona que siendo su superior le trataba con verdadero afecto y consideración. Al mismo tiempo tiene una relación amorosa con Amalia, empleada del hogar de los Zavala. Esta Amalia pasa luego a ser empleada de Hortensia, la amante de Cayo. Hortensia se entera de la relación homosexual de Fermín con Ambrosio, lo que al principio mantiene en secreto, pero cuando es abandonada por Cayo y cae en la pobreza, utiliza esa información para chantajear a Fermín. Ambrosio, muy dolido al ver a su patrón constantemente chantajeado, mata a Hortensia; luego huye con Amalia a Pucallpa, en la selva, junto con la hijita que ambos llegan a tener, a la que bautizan como Amalia Hortensia. En Pucallpa Ambrosio trabaja como chofer al servicio de un empresario inescrupuloso, Hilario Morales, dueño de "Transportes Morales ", un servicio de pasajeros que cubría la ruta Pucallpa-Tingo María-Pucallpa, quien lo estafa haciéndole invertir todos sus ahorros en un negocio de ataúdes que no rinde dividendos. Posteriormente es expulsado de la empresa  por hablar mal del gerente y, poco después, fallece su esposa Amalia luego de un parto complicado. Desolado, Ambrosio se venga robando una de las camionetas de Hilario y lo remata en Tingo María. Deja a su hijita al cuidado de una vecina y con el dinero obtenido con la venta del camión regresa a Lima, donde consigue empleo en la perrera municipal, lugar donde se reencuentra Zavalita, luego de muchos años de no verse.

### Cayo Bermúdez (Cayo Mierda)
Es el cerebro de la represión política de la dictadura del general Manuel A. Odría. Era natural de Chincha y vivía dedicado al negocio de venta de tractores, hasta que el gobierno lo convocó, debido a su amistad con el coronel Espina, el número dos del régimen, amistad que se remontaba a sus años escolares. Espina conocía muy bien sus cualidades que le hacían ideal para encargarse de la represión política. Primero fue director de Gobierno y posteriormente fue nombrado Ministro de Gobierno y Policía. Cumplía su función con eficiencia, contando con soplones e infiltrados en diarios, universidades, instituciones, etc. y haciendo detenciones, torturas y deportaciones de los opositores (en especial apristas y comunistas). Paulatinamente se va desintegrando moralmente hasta llegar a cometer abusos de poder. Su caída se produce cuando infiltra matones en un mitin convocado por los políticos opositores en el teatro de Arequipa. La población reacciona severamente, someten a los esbirros de la dictadura y se alza en huelga, pidiendo la renuncia de Cayo. Ante tal situación, Odría retira su confianza hacia su ministro favorito, obligándolo a renunciar. Cayo acata y se marcha al extranjero, dejando a su suerte  a su amante Hortensia. El personaje se inspira en el ministro Alejandro Esparza Zañartu, personaje real del gobierno de Odría.

### Don Fermín Zavala (Bola de Oro)
Es un próspero empresario, dueño de un laboratorio farmacéutico y una compañía constructora. Su esposa era la señora Zoila, y sus hijos el Chispas, Santiago (Zavalita) y la Teté.  Apoya al régimen de Odría, convirtiéndose en un personaje de mucha influencia en el poder y al mismo tiempo se involucra en la corrupción gigantesca del mismo, inevitable secuela de las grandes obras públicas que realizaba la dictadura. Sin embargo, se pelea con Cayo, se involucra en una conspiración frustrada y pierde los contratos con el gobierno, por lo que empieza a decaer sus negocios. Tiene una sigilosa relación homosexual con su chofer, el zambo Ambrosio, con quien eventualmente se encerraba en su casa veraniega de Ancón. De esa relación se entera Hortensia (la examante de Cayo), quien, necesitada de dinero, le chantajea durante algún tiempo. Poco después, Hortensia aparece asesinada en un desvencijado departamento de una modesta quinta. El autor de ese crimen es Ambrosio, aunque no lo hace por orden de don Fermín, sino por cuenta propia, compadecido al ver a su patrón constantemente atormentado por ese chantaje. Don Fermín se reencuentra tiempo después con su hijo Santiago, pero elude hablar sobre la muerte de Hortensia.

### Hortensia (La Musa)
Es la amante de Cayo Bermúdez, mujer desenfadada y pícara. Era al principio una mujer hermosa, de cuerpo esbelto, de tez blanca y de cabellos negros. Había sido una cantante de cabaret, apodada “La Musa”, y al mismo tiempo era una escaladora social, ya que se involucraba sentimentalmente con hombres poderosos y acaudalados. Cayo Bermúdez la descubre, la convence para que sea su querida y le da una casa en San Miguel. En realidad, esa casa era el lugar donde Cayo reunía a los hombres importantes, a quienes los tenía entretenidos permitiendo que flirtearan a Hortensia, e incluso se acostaran con ella. Hortensia se hace amiga íntima de una meretriz de lujo, la Queta, con quien llega incluso a tener encuentros lésbicos. Era también aficionada a los estupefacientes. Cuando Cayo parte al exilio, se acaban los lujos y disipaciones para Hortensia, quien paulatinamente se va degradando, tanto física como emocionalmente. Termina por alquilar un departamento destartalado, se dedica a la prostitución de bajo nivel y empieza a chantajear a don Fermín, cuyo secreto con su chofer había descubierto. Acaba siendo asesinada por Ambrosio y su muerte es cubierta ampliamente por el diario La Crónica, donde trabaja Zavalita.

### Amalia
Es la mujer de Ambrosio. De origen humilde, fue primero empleada del hogar de los Zavala, donde a raíz de un incidente que tuvo con el “niño” Santiago y su amigo Popeye en su habitación (donde estos trataron de aprovecharse de ella) es expulsada por la señora Zoila. Pasa entonces a trabajar como obrera en el laboratorio farmacéutico de don Fermín y se involucra sentimentalmente con un obrero textil llamado Trinidad, con el que convive por un tiempo en un callejón maloliente. Recomendado por el zambo Ambrosio, con el que tiene también un amorío, pasa a trabajar a la casa de Hortensia, a quien llega a estimar mucho, pese a su vida decadente, acompañándola aun después de que es abandonada por Cayo. Llega a ser testigo de la paulatina degradación de su patrona. Hortensia es asesinada en su habitación por Ambrosio, pero en ese momento Amalia no se hallaba en la casa pues había ido al hospital, donde dio a luz una niña a la que nombra como Amalia Hortensia, fruto de su amorío con Ambrosio. Éste hace creer a Amalia de que la policía le buscaba a ella por ser sospechosa del crimen de su patrona, por lo que le convence ir juntos a Pucallpa, en la selva, a fin de evadir a la justicia.  En Pucallpa, Ambrosio y Amalia viven como marido y mujer, criando a la pequeña Amalia Hortensia. Pero no les va bien, al ser estafados por un empresario sin escrúpulos a quien Ambrosio entrega sus ahorros para invertirlos en una empresa de ataúdes que no da ganancias. Amalia fallece a consecuencia de un parto con complicaciones, tras lo cual Ambrosio regresa a Lima, dejando en Pucallpa a la pequeña Amalia Hortensia, al cuidado de una vecina.

## Personajes secundarios
- El Chispas: Hermano de Santiago Zavala. Es un chico problemático; no destaca en los estudios y siempre es expulsado de los colegios. Molesta constantemente a su hermano Santiago, a quien llama «supersabio», por ser más dedicado al estudio y muy dado a hablar de temas serios. Logra ingresar a la escuela naval, pero no culmina la carrera. Su padre entonces lo prepara para que administre sus negocios, y desde entonces empieza a ordenar su vida. Se casa con una chica de La Punta, la Cary.
- La Teté: Hermana de Santiago Zavala. Enamorada de Popeye Arévalo, el amigo de Zavalita.
- Señora Zoila: Madre de Santiago Zavala, esposa de Fermín Zavala. Quiere lo mejor para sus hijos y llega incluso a reprochar a Santiago por casarse a espaldas de todos con una «huachafita» que «podría ser su sirvienta».
- Los compañeros universitarios de Zavalita:
  - Aída. Se hace amiga de Zavalita desde que lo conoce. Se matriculan en los mismos cursos, van juntos a la biblioteca, leen los mimos libros y ven las mismas películas. Ella es quien empuja a Zavalita a estudiar marxismo y a afiliarse al grupo Cahuide. Zavalita se enamora de ella, pero no llega lejos, por causa de su temor.
  - Jacobo. Rubio, escuálido, de ojos claros, de aspecto intelectual y de familia burguesa, sin embargo, se suma con entusiasmo a la causa del proletariado. Se convierte en pareja de Aída.
- Trinidad: Obrero textil, que es la primera pareja de Amalia. Ambos conviven algún tiempo, pero luego la relación se frustra al ser despedido de la fábrica donde trabaja, acusado de aprista, luego de lo cual fue víctima de un mal imaginario que le imposibilita trabajar. Fallece luego de recibir una golpiza de parte de unos matones al servicio del gobierno (Ludovico e Hipólito) y su cadáver es abandonado frente al Hospital San Juan de Dios.
- Don Emilio Arévalo: Un importante hombre del régimen odriísta. Es senador por Ica y gran amigo de don Fermín Zavala. Padre de Popeye Arévalo, el amigo de Zavalita.
- Popeye Arévalo: Hijo de don Emilio Arévalo, amigo de Santiago y enamorado de la Teté, con quien finalmente se casa. Se recibe de arquitecto en la Universidad Católica, forma una empresa asociándose con otros compañeros y se afilia al partido de Fernando Belaúnde Terry. Es decir, llegó a ser todo lo que su padre esperaba, a diferencia de Santiago, enfrentado con su progenitor.
- El coronel Espina, apodado El Serrano, es el número 2 del régimen de Odría, amigo de infancia de Cayo Bermúdez, a quien recomienda para que asuma el cargo de Director de Gobierno, pues conocía sus dotes de intrigante. Este personaje está inspirado en la figura histórica del general Zenón Noriega. Termina conspirando contra Odría y marcha al destierro.
- Queta: Prostituta limeña de alto vuelo. Trabaja en el burdel de Ivonne. Se hace muy amiga de Hortensia, a quien visita constantemente en su casa de San Miguel. Al ocurrir el asesinato de Hortensia, llega a descubrir que el autor es el zambo Ambrosio, presuntamente bajo órdenes de don Fermín, y así lo confiesa al periodista Becerrita, delante de Zavalita.
- Ivonne: Dueña de un burdel de lujo donde concurrían Cayo y otros personajes. Amiga de Hortensia.
- Ludovico: Guardaespaldas y luego chofer de Cayo Bermúdez. Es un asimilado a la policía (es decir, trabajaba eventualmente sin estar en el escalafón), y sirve a la vez de matón a sueldo del régimen, encargándose de hacer confesar a los presos apristas y comunistas. Es uno de los que estuvieron infiltrados en el teatro de Arequipa, durante el mitin convocado por los opositores a Odría, y sufre una brutal paliza de parte de los presentes. Pero se recupera y en premio a sus servicios es asimilado al escalafón, como policía de investigaciones.
- Hipólito: Guardaespaldas de Cayo Bermúdez. Al igual que Ludovico ejercía de matón del gobierno y no estaba asimilado al escalafón. Una característica suya era que se arrechaba (es decir, se excitaba sexualmente) cada vez que torturaba a un preso político. En el episodio del teatro de Arequipa huye cobardemente. Es también asimilado al escalafón pero lo envían de por vida a servir a Celendín, ciudad ubicada en el departamento de Cajamarca.
- Trifulcio, zambo chinchano, viejo, el padre de Ambrosio. Es delincuente y buscavidas. Estuvo en la cárcel acusado de muchos delitos, pero fue liberado a instancias de don Emilio Arévalo, que en consideración de su fuerza descomunal, lo toma a su servicio como guardaespaldas, durante su campaña por una senaduría nacional. Trifulcio tenía además una voz potente y oficiaba de presentador de don Emilio en sus mítines políticos. Forma parte, con Ludovico, Hipólito y otros, del grupo de matones que van a Arequipa para infiltrase en el mitin de los opositores de Odría en el teatro de dicha ciudad, pero no espera la señal convenida e inicia el ataque antes de tiempo, por lo que es agredido por la multitud y acaba muriendo a consecuencia de los golpes que recibe.
- Ana: Esposa de Santiago o Zavalita. Es enfermera de la Maison de Santé (hospital de Lima) y conoce a Santiago cuando éste es hospitalizado tras sufrir un accidente automovilístico. Tras un corto romance, ambos se casan en Ica, y alquilan un pequeño departamento en Miraflores. La familia de Zavalita se muestra contraria a esta unión, lo que apena profundamente a Ana. Ella no puede tener hijos y convence a Santiago para adoptar una mascota, el perrito Batuque, el mismo que su amo va a rescatar de la perrera municipal, ocasión en la que se produce el reencuentro con Ambrosio, suceso que da inicio a la novela.
- Hilario Morales: Un hombre de negocios de Pucallpa, dueño de una destartalada empresa de transportes y una funeraria, entre otros negocios. Es tío de Ludovico. Estafa al zambo Ambrosio haciéndole invertir su dinero en su funeraria que no rinde dividendos. Aquel se venga robándole uno de sus carros, que lo remata en Tingo María.
- El senador Landa: Viejo, hombre del régimen odriísta, senador por Chiclayo. Dueño de la hacienda Olave, donde se produce una huelga de trabajadores, que soluciona con apoyo del gobierno, que ordena apresar a los líderes sindicales acusándolos de subversivos.
- Becerrita, jefe de la sección de policiales del diario La Crónica, la célebre “página roja” que marcó toda una etapa del periodismo limeño. Es el jefe de Zavalita cuando éste pasa temporalmente a policiales. Junto con sus redactores suele asistir a los bares y burdeles de Lima y del puerto chalaco, llevando una vida bohemia, junto con periodistas de otros medios. Ordena cubrir con grandes titulares el asesinato de Hortensia e interroga a la gente allegada a esta. Se inspira en un personaje real, verdadera leyenda del periodismo peruano, que conserva en la obra su nombre real.[5]
- Norwin, jefe de la página policial de Última Hora, el diario de la competencia de La Crónica. Se hizo amigo de Zavalita, desde sus primeros años como periodista. Al inicio de la novela Zavalita lo encuentra en el bar Zela de la Plaza San Martín, luego de caminar por las avenidas Tacna y Colmena, y antes de ir a la perrera municipal. Se inspira en Norwin Sánchez Geny, periodista nicaragüense.[6]
- Carlitos, uno de los redactores del diario La Crónica, amigo y compañero inseparable de Zavalita. Bohemio como todos los periodistas, era además apasionado de la literatura. Sobre él conversan Zavalita y Norwin al inicio de la novela, aludiendo a su mal estado de salud consecuencia de su alcoholismo. Se inspira en Carlos Ney Barrionuevo, destacado periodista peruano.[7]
- Solórzano, periodista de judiciales de La Crónica, amigo de Zavalita.
- Milton, otro de los redactores del diario La Crónica, amigo de Zavalita.
- Arispe, jefe de redacción del diario La Crónica.
- Periquito, fotógrafo de policiales de La Crónica, que toma fotos al cadáver de Hortensia.
- Rosario, lavandera con muchos hijos que vivía en el callejón, vecina y amiga de Amalia.

## Análisis
Conversación en La Catedral es una visión de la sociedad peruana durante el gobierno dictatorial del general Manuel Odría, los años cincuenta, época en que el Perú estaba marcado por la restricción de las libertades, la persecución política, la corrupción pública, la discriminación, los prejuicios sociales y raciales, etc. En la historia se observa la decepción que va teniendo el protagonista Santiago, quien va cayendo poco a poco en el pesimismo y en la mediocridad, llegando a cobrar relevancia la conocida frase que él mismo se hace al inicio: «¿En qué momento se había jodido el Perú?». En general, Vargas Llosa, por boca de Santiago Zavala, nos brinda una imagen pesimista del Perú a través de esta novela compleja, cuya lectura es todo un reto y su análisis un desafío para la crítica.
Esta novela no es solo una obra extraordinaria por su contenido, sino también por su perfecta arquitectura, a pesar del «desorden» que aparenta su narración. Su compleja construcción y combinación de planos temporales, espaciales y de conciencia lo convierten en una obra maestra de la narrativa contemporánea. Historias cruzadas, diálogos inteligentes y una mirada profunda a toda la «maquinaria de corrupción» que crea la dictadura, la desidia de los dirigentes políticos, la impotencia de los ciudadanos cuando carecen de cultura democrática y ven cómo una masa adormecida (el pueblo) acepta como normales las actitudes abominables de la clase política, todo ello está magistralmente retratado en la novela.
Sin embargo, algunos críticos no quedaron convencidos con su técnica narrativa, pues consideran que dificulta la comprensión lectora. Luis Alberto Sánchez, por ejemplo, dice que, si bien es atractiva la técnica de los diálogos múltiples, mediante el sistema de intercalar los coloquios de dos personajes, con los de otros dos, para dar una sensación de simultaneidad, «no resulta, sino al contrario pues tiene como efecto confusión y desalienta a proseguir la lectura por embrollada».

## Traducciones
Existe una versión inglesa, Conversation in the Cathedral, de Gregory Rabassa.
Existe una versión francesa, Conversation à "La Cathédrale", traducción de Sylvie Léger y Bernard Sesé, Ed. Gallimard.
Existe une versión portuguesa, Conversa no Catedral, traducción de Roitman, Ari y Wacht, Paulina, Ed. Alfaguara Brasil.
Existe una versión alemana, Gespräch in der Kathedrale, traducción de Wolfgang A. Luchting, Verlag Suhrkamp Taschenbuch.